# Наньтун Чжиюнь
«Наньтун Чжиюнь» (кит. 南通支云足球俱乐部) — китайский футбольный клуб из провинции Цзянсу, Наньтун, с 2019 года выступающий во второй по значимости китайской лиге. Домашней ареной клуба является Олимпийский спортивный центр Жугао вместимостью 15000 человек.

## История
Футбольный клуб «Наньтун Чжиюнь» был основан в январе 2016 года, когда команда купила первый состав клуба «Гуаньси Лунгуйда», а также его место в третьем дивизионе Китая по футболу. Название клуба происходит от Пагоды Чжиюнь, которая располагается на горе Ланшань в окрестностях города Наньтун.
В сезоне 2018 во Второй лиге команда завоевала возможность со следующего сезона выступать в первой лиге впервые в истории. 27 октября 2018 года на стадионе провинции Шаньси в присутствии 48,869 зрителей «Наньтун Чжиюнь» в упорной борьбе победил «Шэньси Чанъань» со счётом 1-0, гол на последней минуте матча забил Нань Юньци.

## Достижения
- На конец сезона 2018 года[3]

Достижения по сезонам
| Сезон | Дивизион | Место |
| ----- | -------- | ----- |
| 2016  | III      | 16    |
| 2017  | III      | 8     |
| 2018  | III      | 2     |
| 2019  | II       | 12    |
| 2020  | II       | 12    |
| 2021  | II       | 5     |
| 2022  | II       | 3     |
| 2023  | I        | 14    |